# Route 172 (Québec)
Pour les articles homonymes, voir R172 et Route 172.
La route 172 (R-172) est une route nationale québécoise d'orientation est / ouest située sur la rive-nord du fleuve Saint-Laurent. Elle dessert les régions administratives du Saguenay–Lac-Saint-Jean et de la Côte-Nord.

## Tracé
La route 172 débute à Saint-Nazaire, aux limites avec le secteur de Delisle d'Alma. Elle suit la rive nord de la rivière Saguenay jusqu'au fleuve Saint-Laurent. Elle se termine a la jonction de la route 138 à 4 kilomètres au nord de Tadoussac. Sur son trajet, elle traverse entre autres les municipalités de Saint-Nazaire, de Saint-Ambroise, de Saguenay, de Saint-Fulgence et de Sacré-Cœur. Le tronçon de 72 kilomètres entre les municipalités de Sainte-Rose-du-Nord et Sacré-Cœur est une route isolée, étroite et très sinueuse où il n'y a aucun service. On retrouve une halte routière à l'entrée du village de Sacré-Cœur.

## Localités traversées (de l'ouest vers l'est)
Liste des municipalités dont le territoire est traversé par la route 172, regroupées par municipalité régionale de comté (MRC).

### Saguenay-Lac-Saint-Jean
Lac-Saint-Jean-Est
- Alma
- Saint-Nazaire

Le Fjord-du-Saguenay
- Saint-Ambroise

Hors MRC
- Saguenay
  - Arrondissement Jonquière
  - Arrondissement Chicoutimi

Le Fjord-du-Saguenay
- Saint-Fulgence
- Sainte-Rose-du-Nord
- Mont-Valin (TNO)

### Côte-Nord
La Haute-Côte-Nord
- Sacré-Cœur
- Tadoussac

## Intersections majeures
| MRC                | Municipalité  | km     | Destinations                                                         | Notes |
| ------------------ | ------------- | ------ | -------------------------------------------------------------------- | --- |
| Lac-Saint-Jean-Est | Saint-Nazaire | 0,00   | R-169 – Alma (Centre-ville), Dolbeau-Mistassini                      | Carrefour giratoire |
| Saguenay           | Saguenay      | 49,80  | R-175 sud vers A-70 / R-372 – Jonquière, La Baie, Québec, Pont Dubuc | Terminus nord de la R-175; échangeur; R-175 sud vers A-70 / R-372, Jonquière, La Baie et Québec indiqués en direction est; Pont Dubuc indiqué en direction ouest |
| La Haute-Côte-Nord | Tadoussac     | 169,10 | R-138 – Forestville, Tadoussac                                       | |
|                    |               |        |                                                                      | |